# Meczet w Warszawie (Wilanów)
Meczet w Warszawie – meczet znajdujący się w Warszawie, w dzielnicy Wilanów, przy ulicy Wiertniczej 103.

## Opis

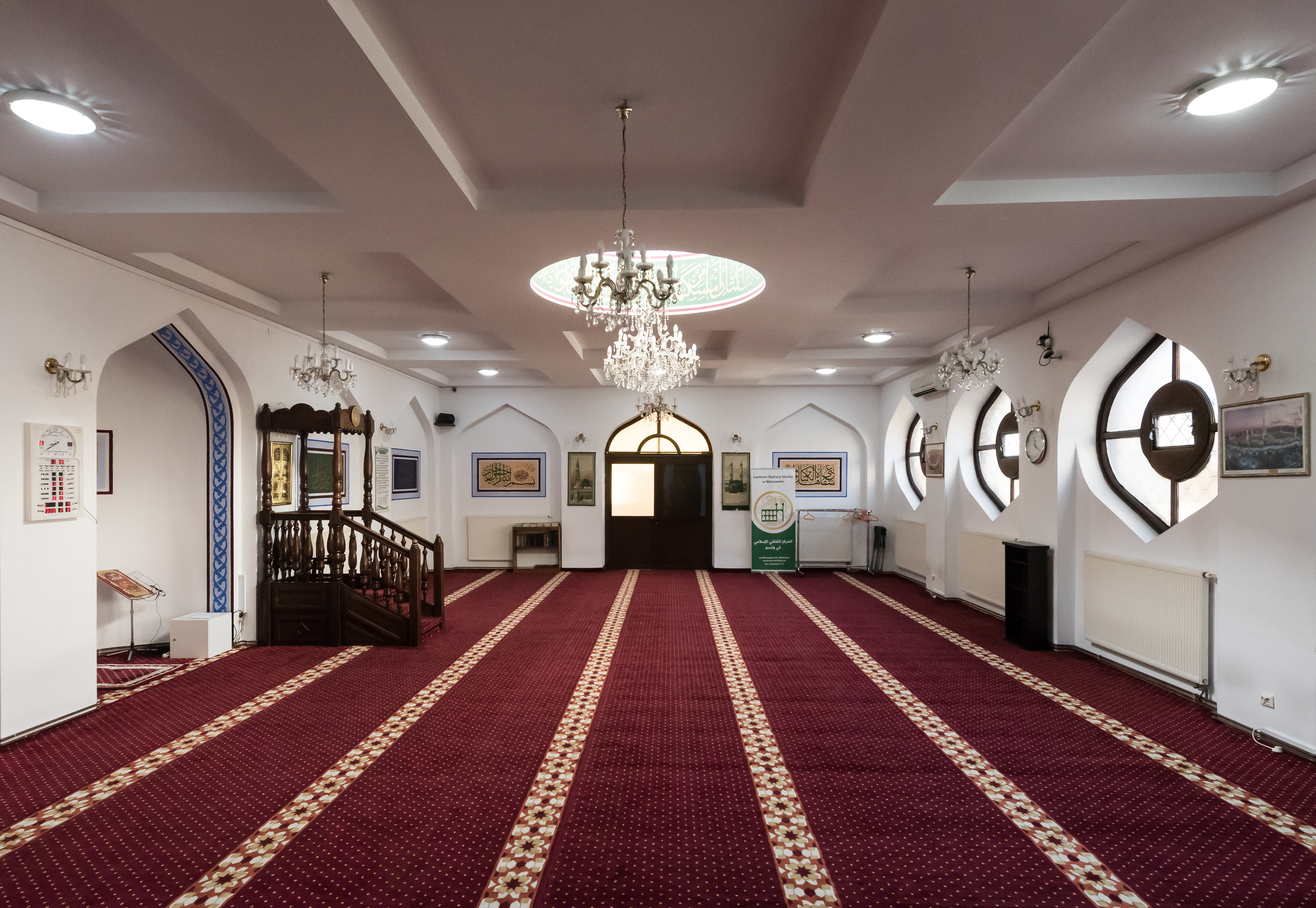
Wnętrze meczetu

Pomysł budowy meczetu w Warszawie istniał jeszcze przed wybuchem II wojny światowej. Inicjatorami budowy meczetu byli polscy Tatarzy. Obiekt miał mieć co najmniej jeden minaret, kopułę, a przed wejściem tzw. haram z wodą, czyli fontannę lub źródełko. Główna sala modlitewna powinna była pomieścić 350 mężczyzn. Zaplanowano też galerię dla 100 kobiet. Zwycięski projekt z 1936 Stanisława Kolendy i Tadeusza Miazka przewidywał wzniesienie budynku z cebulastą kopułą, otoczonego czterema 20-metrowymi minaretami.
Meczet w Wilanowie nie jest typowym muzułmańskim domem modlitwy, lecz adaptowaną w 1993 roku willą. Nie ma minaretu.
W budynku mieszczą się również siedziby islamskich instytucji kulturalnych oraz biura Muzułmańskiej Gminy Wyznaniowej w Warszawie.

## Inne informacje
Drugi stołeczny meczet znajduje się w Ośrodku Kultury Muzułmańskiej, w dzielnicy Ochota.